# Поль Леото
Поль Леото (Paul Léautaud; нар. 18 січня 1872 — пом. 22 лютого 1956) — французький письменник, літературний і театральний критик, який співпрацював з часописом Mercure de France. Свої часто в'їдливі рецензії підписував псевдонімом Моріс Буассар.

## Біографія
Народився в Парижі. Мати, оперна співачка, покинула його невдовзі після народження, батько Фірмен Леото взяв його на виховання. Обоє жили в будинку № 13, а згодом № 21 на вулиці Мучеників у Курбевуа. «У той час мій батько щоранку, перед обідом, спускався до кав'ярні. У нього було тринадцять собак. Він йшов вулицею Мучеників зі своїми собаками і тримав у руці батіг, який не використовував для собак».
Леото зацікавився «Комеді-Франсез» і ходив по коридорах і за лаштунками театру. Його батько одружився вдруге і народив ще одного сина Моріса.
Леото навчався в муніципальній школі Курбевуа, де познайомився з Адольфом ван Бевером. У 1887 році, у віці 18 років, Поль Леото покинув школу і почав працювати в Парижі. Він виконував різні випадкові роботи і вважався покірним і слухняним юнаком. Він повертався додому ввечері; його зарплату утримував батько.
У 1890 році, у віці 18 років, він покинув Курбевуа і переїхав до Парижа. Там він жив з різних робіт. «Протягом восьми років я обідав і вечеряв сиром за чотири пенні, шматком хліба, склянкою води і трохи кави. Про бідність я не думав, я ніколи не страждав»[3]. 1894 року він розпочав навчання на клерка в адвокатській конторі «Барберон» на набережній Вольтера, 17; з 1902 по 1907 рік займався ліквідацією маєтків у судового адміністратора М. Лемаркі, на вулиці Луї-ле-Гран.
Саме в цей період він розвинув свою схильність до написання листів.
Довгими вечорами Леото читав твори Барреса, Ренана, Тена, Дідро, Вольтера і Стендаля, які стали для нього відкриттям. «Я вчився сам, без будь-кого, без правил, без довільних настанов, всьому тому, що мені подобалося, що мене спокушало, що відповідало природі мого розуму (ми не вчимося тому, що подобається)»[3]. 1895 року він приніс до часопусу Mercure de France свою поему «Елегія», написану у тогочасному символістському стилі; редактор Альфред Валлетт погодився опублікувати її у вересневому числі журналу.

## Твори

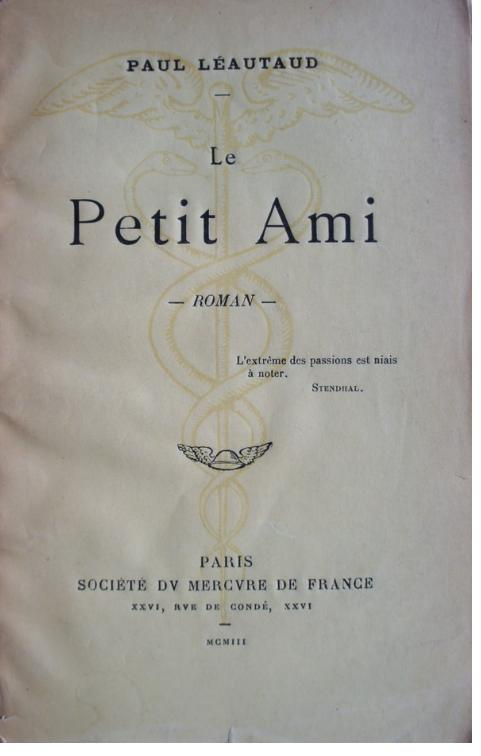
Роман «Дружок» (Le Petit Ami), опублікований у 1903 році видавництвом Mercure de France, був першим твором Леото, який з'явився під його власним іменем.

- 1900: Poètes d'Aujourd'hui [1880-1900], morceaux choisis accompagnés de notes biographiques et d'un essai de bibliographie з Адольфом ван Бевером, Mercure de France
- 1903: Le Petit Ami Société du Mercure de France
- 1926: Le Théâtre de Maurice Boissard : 1907—1923
- 1928: Passe-Temps, Mercure de France
- 1942: Retrouvées (Imprimerie de Jacques Haumont, Париж)
- 1943: Le Théâtre de Maurice Boissard — 1907—1923 — з доповненням
- 1945: Marly-le-Roy et environs, Éditions du Bélier
- 1951: Entretiens avec Robert Mallet, Gallimard
- 1954—1966: Journal littéraire 19 томів
- 1956: In Memoriam
- 1956: Lettres à ma mère, Mercure de France
- 1956: Le Fléau. Journal particulier 1917—1930, Mercure de France
- 1958: Любов
- 1958: Le Théâtre de Maurice Boissard : 1915—1941 (том 2)
- 1959: Bestiaire, Grasset
- 1963: Поезії
- 1964: Le Petit ouvrage inachevé
- 1966: Lettres à Marie Dormoy, Éditions Albin Michel, réimprimé en 1988.
- 1968: Journal littéraire, Choix par Pascal Pia et Maurice Guyot
- 1986: Journal particulier 1933, présenté par Edith Silve, Mercure de France
- 2001: Листування Поля Леото. Том 1, 1878—1928 recueillie par Marie Dormoy
- 2001: Листування Поля Леото. Том 2, 1929—1956 recueillie par Marie Dormoy
- 2004: Chronique poétique, Éditions Sigalla
- 2012: Journal particulier 1935, представлений Едіт Сільве, Mercure de France